# 博泰尼鄉
45°10′N 25°7′E / 45.167°N 25.117°E
博泰尼鄉（羅馬尼亞語：Comuna Boteni, Argeș），是羅馬尼亞的鄉份，位於該國中南部，由阿爾傑什縣負責管轄，面積24平方公里，海拔高度545米，2009年人口2,603，人口密度每平方公里108人。